# Asnières-en-Poitou
Asnières-en-Poitou là một xã ở tỉnh Deux-Sèvres trong vùng Nouvelle-Aquitaine phía tây nướcPháp. Xã này nằm ở khu vực có độ cao trung bình 75 mét trên mực nước biển.